# Skogssäv
Skogssäv (Scirpus silváticus) är ett 0,5 till 1 meter högt halvgräs som växer på fuktiga ställen från Skåne till Norrland. Den är ganska allmän.
Axen är små och brungröna, i småä kvastliknande samlade gyttringar. De blommar mellan juli och juni och dess blad är breda och ljusgröna.